# Guarda Tierra
Guarda Tierra är en ort i Mexiko.   Den ligger i kommunen Jonuta och delstaten Tabasco, i den sydöstra delen av landet, 800 km öster om huvudstaden Mexico City. Guarda Tierra ligger 5 meter över havet och antalet invånare är 287.
Terrängen runt Guarda Tierra är mycket platt. Runt Guarda Tierra är det glesbefolkat, med 20 invånare per kvadratkilometer. Närmaste större samhälle är Jonuta, 11,0 km norr om Guarda Tierra. Omgivningarna runt Guarda Tierra är en mosaik av jordbruksmark och naturlig växtlighet.